# Agulla modesta
Agulla (Glavia) modesta is een kameelhalsvliegensoort uit de familie van de Raphidiidae. De soort komt voor in de Verenigde Staten.
Agulla (Glavia) modesta werd voor het eerst wetenschappelijk beschreven door Carpenter in 1936.